# Reichsstraße 155
Die Reichsstraße 155 (R 155) war bis 1945 eine Reichsstraße (Deutsches Reich).

## Verlauf
Größtenteils verlief sie in der damaligen preußischen Provinz Schlesien und zu kleineren Teilen im 1938 annektierten Sudetenland und in Sachsen (Stadt Zittau und seit 1945 polnisch verwalteter Teil Sachsens) lag. Die auch in ihrem heute in der Bundesrepublik Deutschland verlaufenden kurzen Abschnitt von Zittau bis zur Neiße nicht mehr als Bundesstraße klassifizierte Straße nahm ihren Anfang in Zittau an der Reichsstraße 96 und führte über Reichenau  und weiter über Friedland (jetzt Frýdlant v Čechách), Greiffenberg (jetzt Gryfów Śląski) und von dort weiter auf der Trasse der jetzigen DW 364 über Löwenberg in Schlesien (jetzt Lwówek Śląski) und schließlich nach Goldberg (jetzt Złotoryja), wo sie an der Reichsstraße 121 endete. Ihre Gesamtlänge betrug 98 km.